# Мисон
Мисон (на старогръцки: Μύσων ὁ Χηνεύς; Myson също Chenai) е приет от Платон вместо Периандър в списъка на седемте мъдреци.
Оракулът от Делфи бил казал за негата мъдрост.
Той е син на Стримон, тиран на своя град. Той живял в селото Чен или Хен и Хилон отишъл през лятото да го посети, когато той подготвял оралото си.